# Église de Kerimäki
L'église de Kerimäki (en finnois : Kerimäen kirkko) est une église en bois située dans le village de Kerimäki  de la commune de Savonlinna en Finlande.
L'église importante pour son style et par sa taille est située à 20 kilomètres au nord-est de Savonlinna au bord du lac Puruvesi.

## Histoire

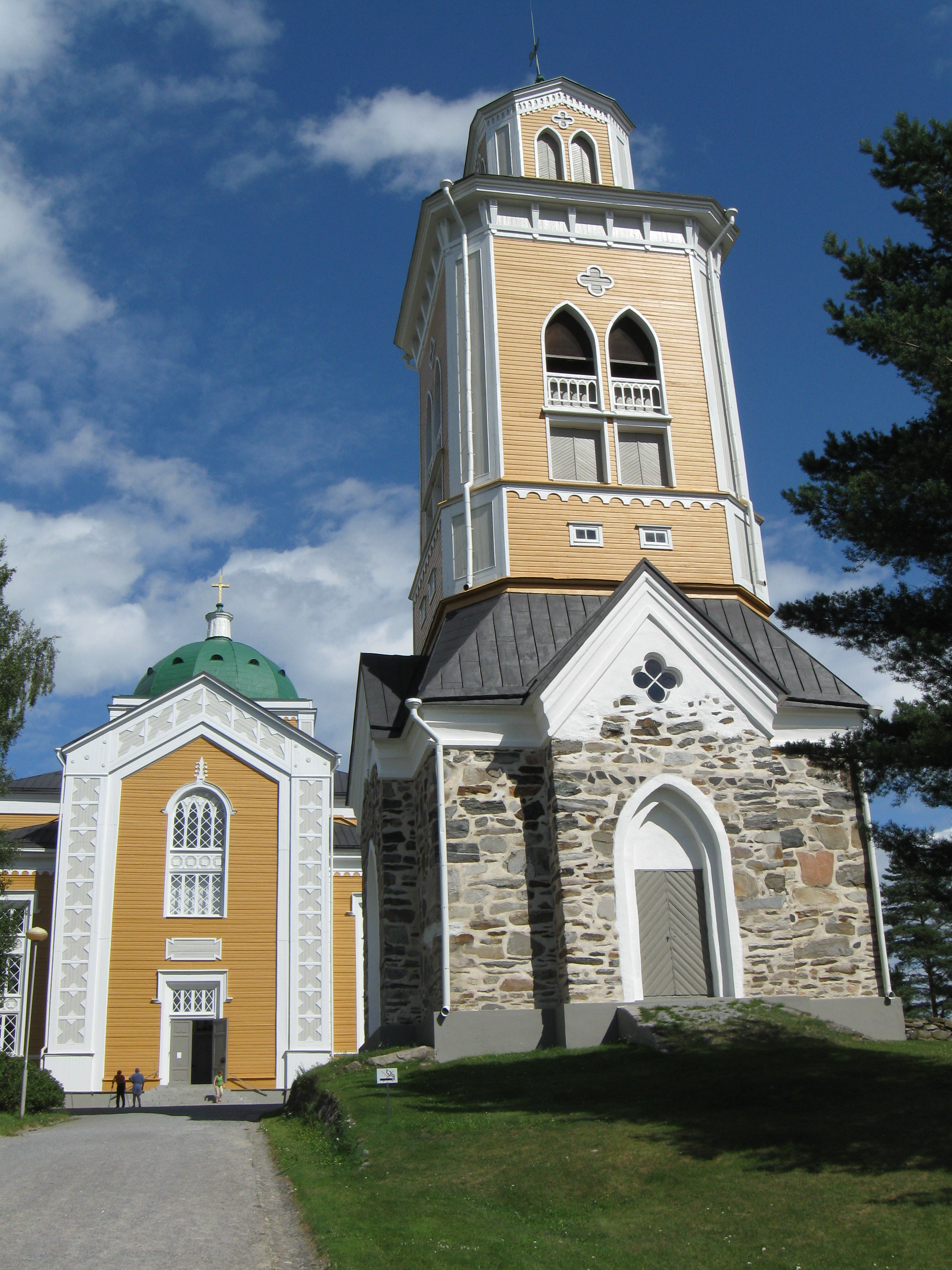
Le clocher de l'église.

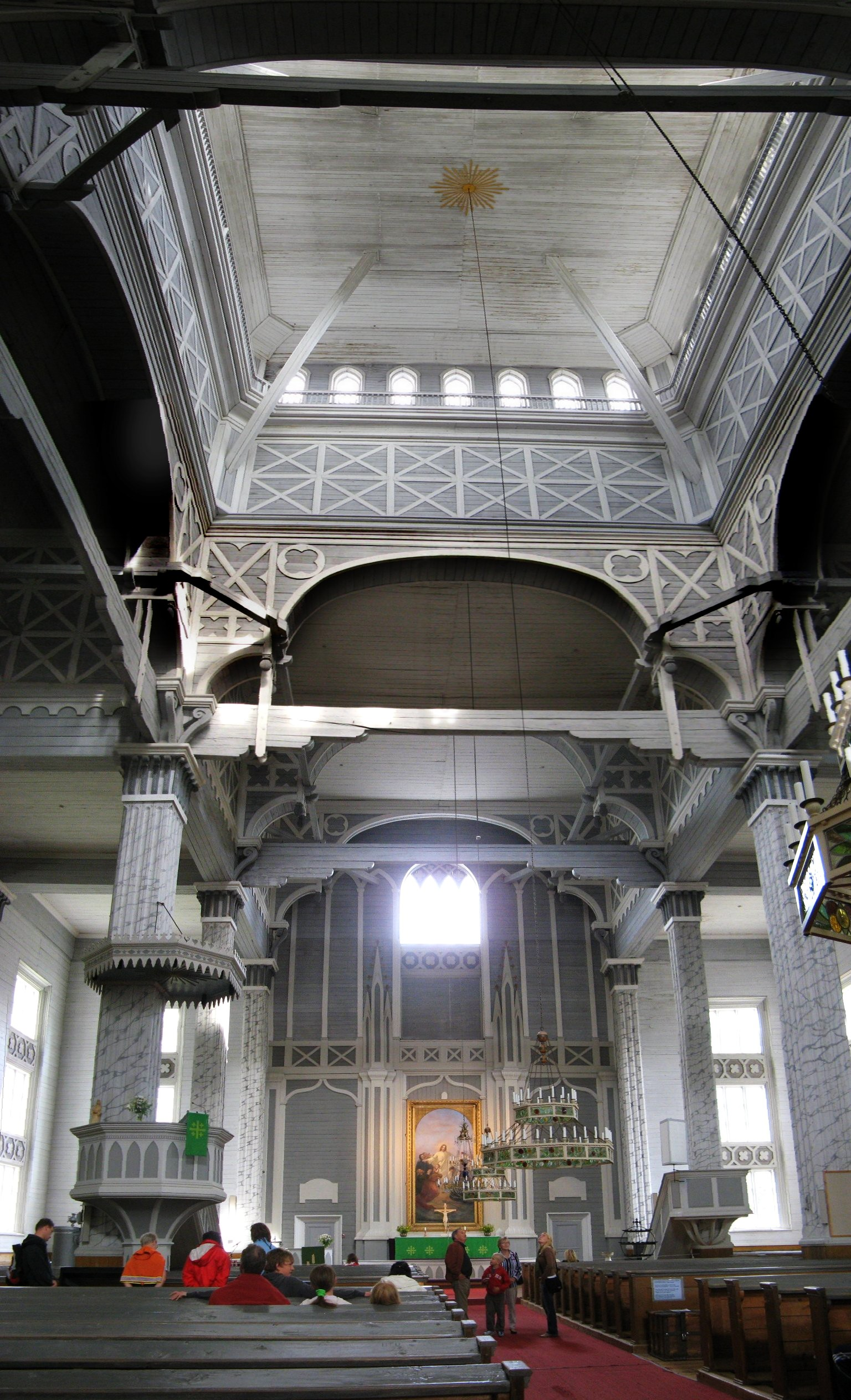
Vue intérieure de l'église.

En 1842, la proposition d'Ernst Bernhard Lohrmann ne permet d'accueillir que 1500 personnes alors que la paroisse compte 10 000 membres.
La conception d'Ernst Lohrmann n'est pas validée par les habitants qui demandent une église plus grande.
Cette demande n'est pas acceptée car on a peur qu'une grande église en bois ne tienne pas debout.
En 1844, Anders Fredrik Granstedt conçoit une église pour accueillir 5 000 personnes et sa construction débute immédiatement.
Apparemment Anders Granstedt a seulement agrandi les plans d'Ernst Lohrmann.
La construction se termine le 25 septembre 1847.
Le constructeur d'église Axel Magnus Tolpo (fi) conduit les travaux de construction et à la suite de sa mort soudaine c'est son fils Theodor Johannes Tolpo (fi) qui prend la suite. Selon les estimations d'Anders Granstedt, 294000 clous ont été forgés sur le chantier.
Le 11 juillet 1848 jour de la Pentecôte, l'église est inaugurée par C. G. Ottel.

## Architecture
L'église est la plus grande église en bois du monde. 
Elle est longue de 45 m, large de 42 m et d'une hauteur de 27 m. 
Sa flèche culmine à 37 m. 
La longueur cumulée des bancs est de 1670 m elle offre 3000 places assises et 2000 places debout.
C'est une église en forme de double croix.

## L église apparaît dans plusieurs livres de l auteur Arto Paasilinna